# Henri Ier de Schwerin

Henri Ier de Schwerin (né vers 1160 -  17 février 1228), également connu comme Henri le Noir, est un noble allemand qui règne sur le comté de Schwerin et joue un rôle important dans l'effondrement de la suprématie du royaume de Danemark sur le côte sud  de la mer Baltique.

## Biographie
Henri est le 4e fils du comte Gunzelin Ier, qui est investi du 
comté de Schwerin par Henri le Lion.  En 1185, son père meurt et son frère ainé Helmold Ier hérite du comté. En 1194, Helmold abdique, et le pouvoir est partagé entre Henri Ier et son frère ainé Gunzelin II.
Après la chute d'Henri le Lion, le royaume de Danemark s'assure de la suprématie dans le nord de l'Allemagne et sur la côte sud de la mer Baltique.  Les rois de Danemark développent progressivement leur influence vers le sud. En 1208, quand les deux frères de Schwerin se querellent avec un de leurs vassaux, le roi Valdemar II de Danemark prend prétexte de ce conflit pour saisir leur domaine.  En 1214, il leur est rendu contre la reconnaissance à Valdemar II de l'hommage lige. Valdemar II décide également que leur sœur Ida doit épouser le comte Niels de Halland, qui est un de ses fils illégitimes. La moitié du domaine du comté de Schwerin est accordée à Nicolas comme dot.
En 1221 pendant que Henri Ier, participe à la Cinquième Croisade, son frère  Gunzelin II et son beau-frère Niels meurent. Valdemar s'empare immédiatement de la régence de son petit-fils Niels (II) de Halland et de Schwerin et nomme comme gouverneur son neveu Albert II de Weimar-Orlamünde. Le 28 février, il confirme à son petit-fils la propriété de la moitié de Schwerin.  Lorsque Henri revient de la croisade en 1223, il tente de négocier avec  Valdemar II afin d'obtenir la restitution de ses domaines. Ses efforts restent vains et il décide d'employer une solution radicale. Dans la nuit du 6 au 7 mai 1223, il capture Valdemar II et son fils Valdemar le Jeune sur l'île danoise de Lyø, près de Funen, où  Valdemar se trouvait sans sa garde après s'être adonné à la chasse. Henri I emmène ses prisonniers par bateau sur la côte allemande. Comme Schwerin est entre les mains des troupes danoises, il transfère ses prisonniers à  Lenzen dans le Margraviat de Brandebourg, et ensuite dans une tour du château de Dannenberg qui depuis est nommée la « Tour Valdemar ». Après la reconquête du comté de  Schwerin en 1225, les prisonniers sont détenus dans le château de Schwerin.
Henri Ier exige un prix très élevé pour relâcher Valdemar.  Les menaces du Danemark, du pape Honorius III
ainsi que les protestations à vrai dire assez peu virulentes de l'empereur Frédéric II du Saint-Empire qui se déclare offensé personnellement par cette félonie mais profite en fait de la situation, ne réussissent pas à le faire fléchir. Henri reçoit l'appui de Henri II Borwin de Mecklembourg et du comte Adolphe IV de Holstein dont le père avait été dépossédé par le Danemark ainsi que de Gérard II de Lippe l'archevêque de Brême. Après que  Valdemar II a rejeté les conditions d'Henri, les combats reprennent et s'achèvent lors de la bataille de Mölln en janvier 1225 où les Danois sont vaincus et Albert d'Orlamünde le régent du royaume fait prisonnier à son tour.
Après la bataille de Mölln, Valdemar II doit finalement céder à Henri et à ses alliés. En novembre 1225, le traité de Bardowick est signé. Il prévoit qu'Henri libère Valdemar II et son fils homonyme. En contrepartie Valdemar doit payer 45000 marks d'argent, abandonner ses prétentions sur le comté de Schwerin et le comté de Holstein, renoncer à la suzeraineté  féodale sur les territoires allemands, à l'exception de la Principauté de Rügen, octroyer aux cités allemandes  la liberté du commerce, renoncer à se venger et donner trois de ses fils en otages.
Pendant la captivité de Valdemar II la situation prédominante du Danemark dans la région s'est gravement détériorée.
Le roi Valdemar II délié par le Pape d'un serment obtenu par la force, tente de reconquérir les territoires perdus  mais il est définitivement vaincu le 22 juillet 1227 par la coalition des féodaux d'Allemagne du nord lors de la décisive bataille de Bornhöved entre Neumünster et Plön. Son allié le duc Othon Ier de Brunswick est fait prisonnier et emmené à Schwerin.  Valdemar est obligé de confirmer les clauses du traité de Bardowick; la frontière reste fixée à l'Eider et l'ambition de constituer un empire danois dans la mer Baltique est définitivement évanouie.
Henri Ier de Schwerin meurt le 16 février 1228. Il est inhumé dans la cathédrale de Schwerin.  Sa veuve Audacia et son fils Gunzelin III relâchent Othon Ier de Brunswick, après qu'il a confirmé l'accord conclu avec Henri Ier.  Le 3 décembre 1228, le Pape Grégoire IX demande à Audacia de libérer les trois fils de Valdemar II qu'elle détenait encore prisonniers. Elle accepte seulement après que Valdemar a effectué un versement complémentaire de 7000  marks d'argent en 1230.